# Erythrocercus holochlorus
Erythrocercus holochlorus là một loài chim trong họ Cettiidae.